# Xerxes I
Khsayarsha/Xerxes I của Ba Tư (trong tiếng Ba Tư: Khashayarsha (خشایارشا) ‎)) là một vị vua Ba Tư (trị vì:485-465 TCN), thuộc nhà Achaemenid. Xérxēs (Ξέρξης) là dạng từ tiếng Hy Lạp của tên niên hiệu Xšayāršā, trong tiếng Ba Tư cổ có nghĩa là vua của các anh hùng". Xerxes cũng được biết đến như Xerxes Đại đế.

## Sự nghiệp chính trị
Xerxes là con của Darius Đại đế và Atossa, con gái của Cyrus Đại đế. Sau lễ đăng quang của ông vào tháng 10 năm 485 TCN, ông đã đàn áp cuộc khởi nghĩa ở Ai Cập và Babylon nổ ra trước đó và chỉ định em trai ông, Achaemenes là tỉnh trưởng (satrap) của Ai Cập (tiếng Ba Tư cổ: khshathrapavan). Năm 484 TCN, ông lấy từ Babylon bức tượng vàng của Bel (Marduk, Merodach), hai tay của bức tượng mà mọi vị vua hợp pháp của Babylon phải cầm lấy vào ngày thứ nhất trong mỗi năm, và ông đã giết chết vị thầy tế cố ngăn ông lại. Cho nên Xerxes không mang hiệu vua của người Babylon trong triều đại ông, nhưng mang danh hiệu Vua Ba Tư và Media hay đơn giản vua của các quốc gia (nghĩa bóng là của cả thế giới). Hành động này của Xerxes dẫn đến 2 cuộc nổi loạn, có thể trong 484 TCN và 479 TCN.

### Cuộc viễn chinh Hy Lạp
- 483 TCN:Xerxes chuẩn bị xâm lược Hy Lạp.
- 482 TCN:Thành lập một kênh đào trải dài đến bán đảo núi Athos
- 481 TCN:Tiếp tục việc chuẩn bị xâm lược Hy Lạp.
- Mùa xuân năm 480 TCN:Sau khi được chuẩn bị chu đáo, quân đội Ba Tư đổ bộ lên lãnh thổ Hy Lạp. Họ chiến thắng trong trận chiến tại Thermopylae, Artemisium và Athenia.
- Mùa thu năm 480 TCN:Sau thất bại thảm hại tại Salamis, Xerxes cho rút quân về nước. Đạo quân của tướng Mardonius - anh rể Xerxes vẫn đóng trên đất Hy Lạp.
- 479 TCN:Trận Plataea:Quân Ba Tư do Mardonius chỉ huy bị đánh bại. Mardonius tử thương.

Từ đó, Xerxes vùi đầu vào trụy lạc trong chốn tam cung lục viện Cho đến năm 465 TCN ông bị vệ binh trong cung điện đâm chết.

## Trong Kinh Thánh

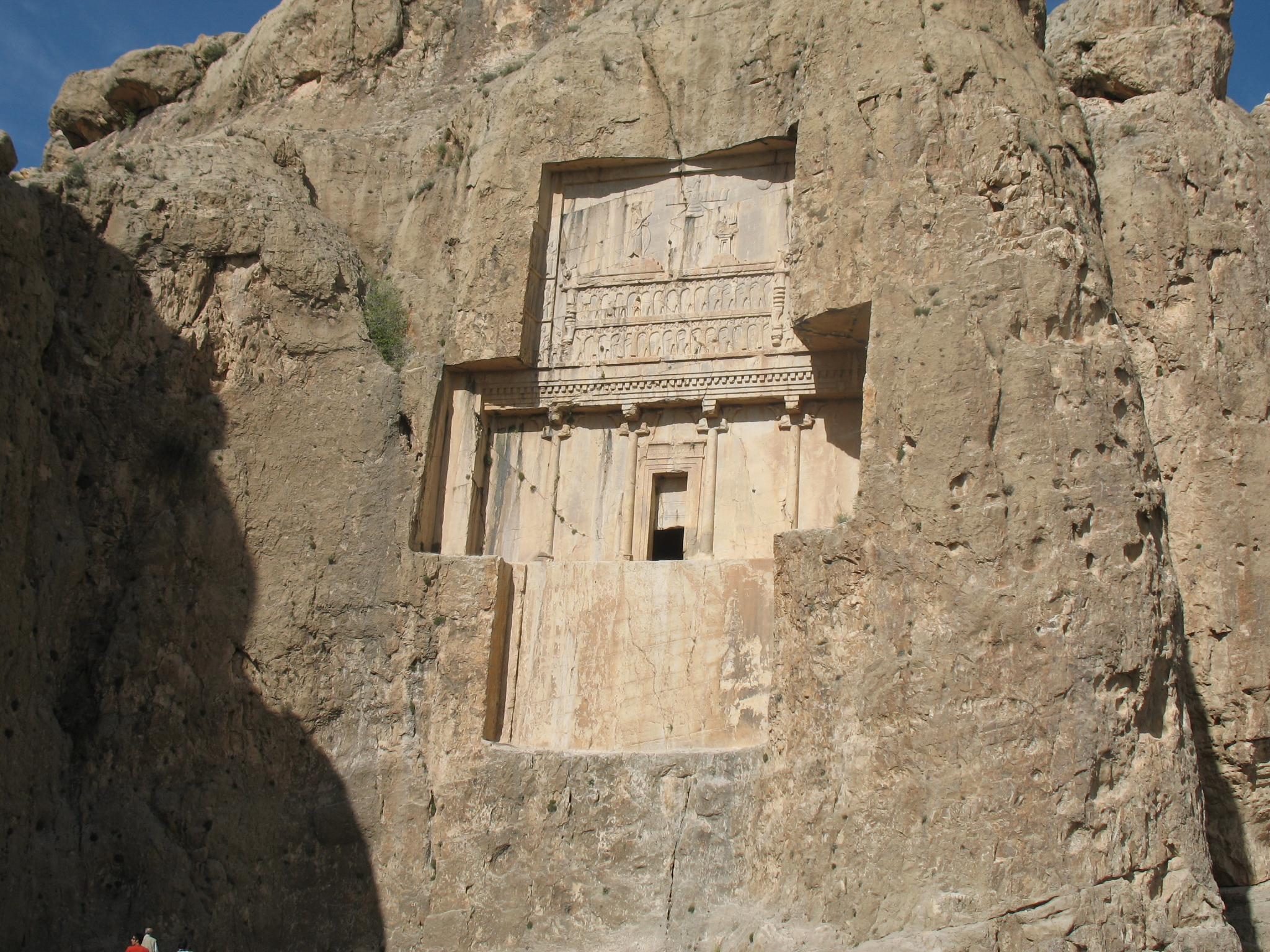
Mộ của Xerxes tại Naqsh Rostam

## Con cái
Con của Amestris
- Amytis, vợ của Megabyzus
- Artaxerxes I
- Darius, con trai trưởng, bị Artaxerxes và Artabanus ám hại.
- Hystaspes, bị Artaxerxes giết.
- Rodogyne

Con của những cung phi vô danh
- Artarius, satrap của Babylon
- Ratashah[7]

## Hình ảnh

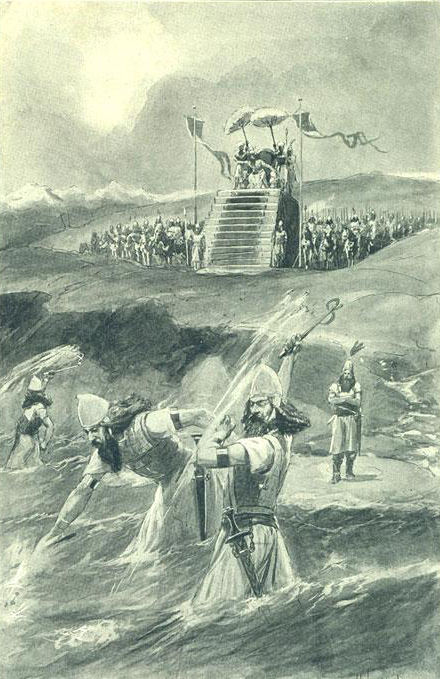
Xerxes trong trận Salamis ngoài khơi (480 TCN)
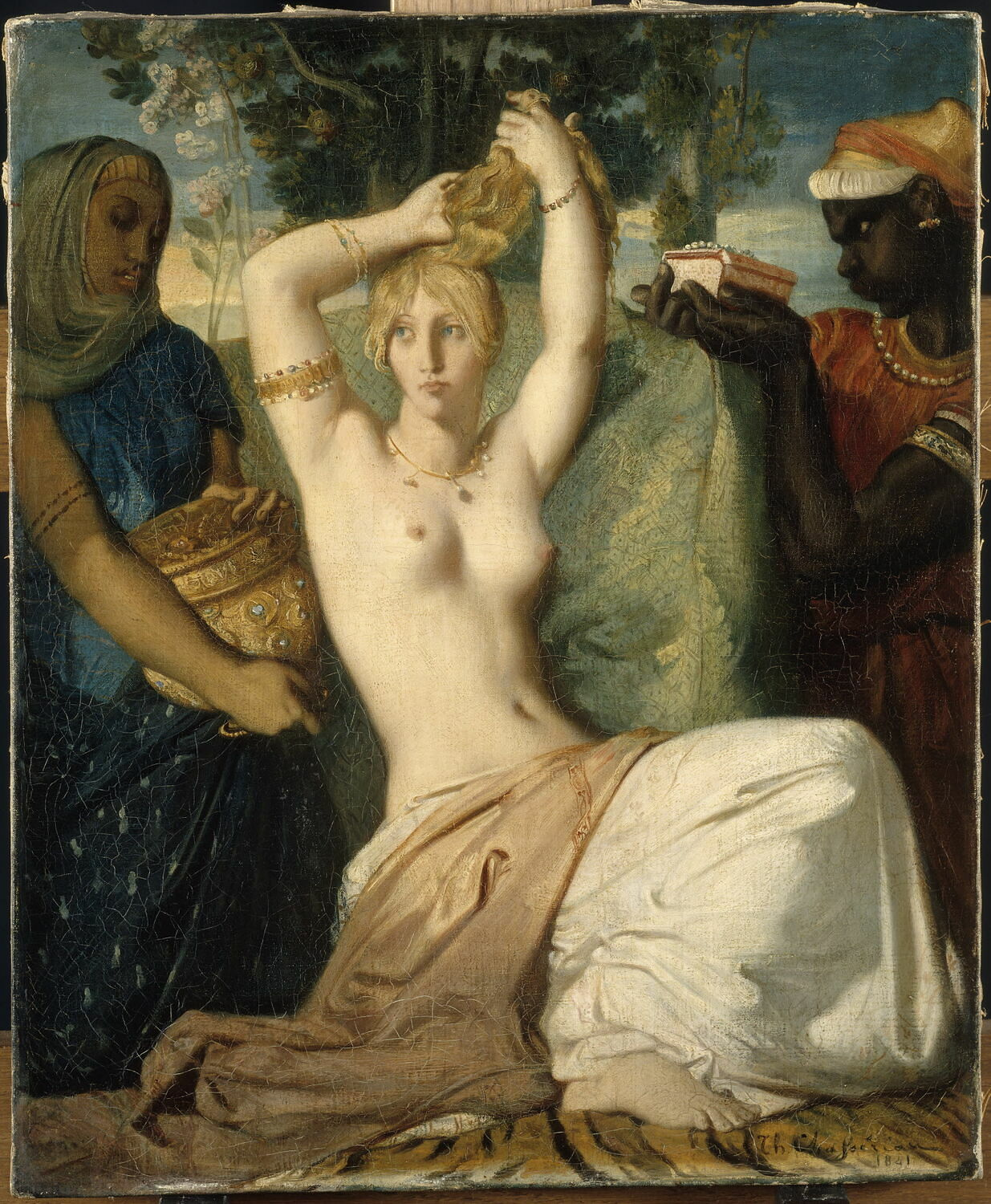
Nữ hoàng Esther trong Kinh thánh. Là vợ của hoàng đế Ahasuerus, người được tin là Xerxes I (hoặc còn có thể là Artaxerxes I, Xerxes II hay Artaxerxes II)